# Adres poczty elektronicznej
Adres poczty elektronicznej, adres e-mailowy – identyfikator skrzynki poczty elektronicznej, do której dostarczana jest dana wiadomość internetowa. Umożliwia przesyłanie wiadomości poprzez sieć komputerową, w tym Internet.
Internetowy adres poczty elektronicznej składa się z identyfikatora użytkownika, znaku @ oraz pełnej nazwy domenowej serwera poczty elektronicznej, np. adres „jan.kowalski@example.com” odpowiada kontu użytkownika jan.kowalski, założonemu na serwerze example.com. Adres może składać się maksymalnie z 255 znaków.
Dokładną specyfikację adresu e-mailowego podają internetowe standardy RFC 5322 i RFC 5321.
W lokalnych systemach poczty elektronicznej bywają stosowane rozwiązania odmienne od standardów internetowych i adres poczty elektronicznej może mieć inny format.